# Joachim von Braun

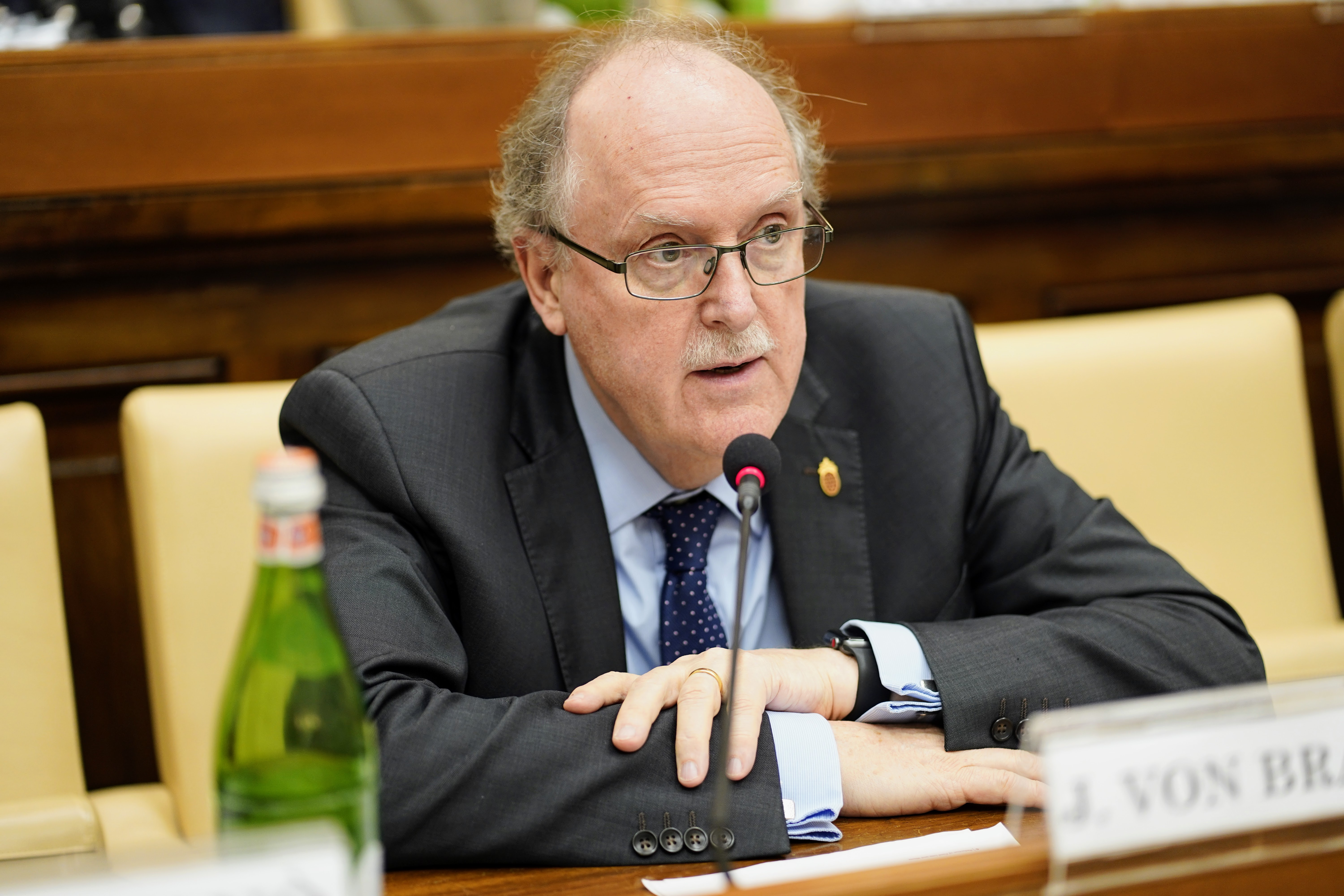
Joachim von Braun (2019)

Joachim von Braun (10 de julho de 1950 em Brakel, Vestfália) é um cientista agrícola alemão e atualmente diretor de um departamento do Centro de Pesquisa para o Desenvolvimento da Universidade de Bonn e presidente da Pontifícia Academia das Ciências.
Anteriormente, von Braun foi diretor geral do International Food Policy Research Institute em Washington. No curso de sua pesquisa, ele se concentra principalmente em política agrícola, bioeconomia, segurança alimentar e uso sustentável de recursos.

## Vida
Von Braun estudou ciências agrícolas na Universidade Rheinische Friedrich-Wilhelms em Bonn de 1970 a 1975. Obteve seu doutorado em 1978 com uma tese sobre mercados de trabalho agrícolas e posteriormente se habilitou em economia agrícola sobre segurança alimentar em países em desenvolvimento, ambos na Universidade Georg August de Göttingen.
De 1983 a 1993, von Braun foi pesquisador e então diretor da Divisão de Consumo Alimentar e Nutrição do International Food Policy Research Institute (IFPRI) em Washington D.C. Em 1993, ele voltou para a Alemanha para assumir o cargo de Professor (C4) de Economia Alimentar, Política Alimentar e Questões Alimentares Mundiais e Diretor do Instituto de Economia Alimentar e Análises do Consumidor da Universidade Christian-Albrechts de Kiel.
Após várias estadias de pesquisa na África, Rússia e China, von Braun foi nomeado diretor fundador do Centro de Pesquisa para o Desenvolvimento (ZEF) da Universidade de Bonn em 1997. Em 2002, Braun retornou a Washington e tornou-se diretor do IFPRI. Em 2009, ele retornou ao Centro de Pesquisa para o Desenvolvimento (ZEF) na Rheinische Friedrich-Wilhelms-Universität Bonn como diretor e assumiu a cátedra para mudanças econômicas e tecnológicas. Desde julho de 2019, von Braunhas também atuou como co-porta-voz e co-coordenador da Área de Pesquisa Transdisciplinar "Inovação e Tecnologia para um Futuro Sustentável" na Iniciativa de Excelência da Universidade de Bonn.
Além de inúmeros relatórios sobre a situação alimentar mundial nos últimos anos, os trabalhos de von Braun incluem estudos sobre segurança alimentar, economia da fome, progresso técnico, política comercial agrícola, sistemas financeiros rurais e política ambiental. Von Braun foi palestrante na Conferência do Rio em 1992, nas Cúpulas Mundiais de Alimentos em 1996 e 2002 e no "Fórum Mundial de Alimentos" do Grupo Consultivo sobre Pesquisa Agrícola Internacional (CGIAR) em Pequim no início de dezembro de 2007. Em 2020, ele foi nomeado pelas Nações Unidas para presidir o Grupo Científico da Cúpula de Sistemas Alimentares da ONU 2021.
Von Braun foi:
- Vice-presidente da Welthungerhilfe desde novembro de 2012,[4]
- Membro do conselho da Global Alliance for Improved Nutrition (GAIN) desde 2012 e vice-presidente de 2013 a 2018,
- Membro do conselho da Alliance for a Green Revolution in Africa (AGRA) desde 2015,
- Membro do Fórum HighTech do Governo Alemão, nomeado pelo Ministro Federal da Educação e Ciência, de 2016 a 2017,
- Membro do Conselho de Curadores da Robert Bosch Stiftung desde 2017,
- Plataforma Científica para o Desenvolvimento Sustentável 2030, membro do grupo de liderança e presidente do consumo sustentável desde 2017,
- Co-presidente do Malabo Montpellier Panel on African Food, Nutrition, Agriculture desde 2017,
- Membro do Conselho Consultivo Internacional do Leibniz Center for Marine Tropical Research (ZMT) Bremen desde 2019,
- Membro do Conselho Executivo, Global Crop Diversity Trust (Crop Trust), desde 2020,
- Membro do Comitê Consultivo Acadêmico da Academy of Global Food Economics and Policy (AGFEP), China Agricultural University desde 2020,[1][2]
- membro do Corpo Borussia Bonn desde 1971.

## Honras
- 1978: Prêmio da Secretaria Federal do Trabalho pela dissertação
- 1988: Prêmio de Ciência Josef G. Knoll da Fundação Eiselen por pesquisas de destaque na melhoria da segurança alimentar e nutrição
- 1996: Eleito membro da Associação Alemã de Economia (Verein für Socialpolitik), Secção de Economia do Desenvolvimento
- 1999: Membro da Academia de Ciências da Renânia do Norte-Vestfália
- 2004: Nomeado professor honorário, Universidade Agrícola de Nanjing, China
- 2005: Doutor Honorário em Ciências Agrárias, Universidade de Hohenheim, Alemanha
- 2006: Fellow da Associação Americana para o Avanço da Ciência (AAAS) por sua contribuição para o desenvolvimento agrícola e política alimentar nos países em desenvolvimento
- 2009: Prêmio Bertebos Estocolmo, Prêmio da Real Academia Sueca de Agricultura e Silvicultura
- 2009: Membro Vitalício da Associação Internacional de Economistas Agrícolas (IAAE)
- 2010: Research Fellow IZA (Instituto para o Estudo do Trabalho)
- 2010: Membro Vitalício da Associação Africana de Economistas Agrícolas
- 2011: Prêmio Justus von Liebig de Nutrição Mundial, Fundação Fiat Panis[1][2]
- 2012, nomeado pelo Papa Bento XVI para a Pontifícia Academia das Ciências[5] O Papa Francisco o nomeou presidente da Academia em 21 de junho de 2017[6]
- 2016 Marsilius Medal do Marsilius College da Universidade de Heidelberg
- 2017: Prêmio Theodor Brinkmann[7]
- 2018: Membro da Academia Nacional de Ciências Leopoldina
- 2019: A "One World Medal in Gold" concedida pelo Ministro da Cooperação e Desenvolvimento Econômico para pesquisas e serviços para acabar com a fome e melhorar a segurança alimentar[1][2]

## Outras participações em associações científicas
- Membro da Associação Internacional de Economistas Agrícolas (IAAE) e seu Presidente de 2000 a 2003.
- Membro do Conselho Consultivo Internacional da Academia Chinesa de Ciências Agrícolas (CAAS)
- Membro da Academia Alemã de Ciências e Engenharia desde 2011 (Acatech)
- Membro do Conselho Editorial do Food Security Journal desde 2009
- Membro do Academic Advisory Board, Joint Programming Initiative on Agriculture, Food Security and Climate Change Research, União Europeia de 2010 a 2013
- Membro do Advisory Group for Global Agricultural Development Initiative, Chicago Council on Global Affairs, EUA de 2010 a 2013
- Membro do Conselho de Bioeconomia do Governo Alemão desde 2010 e um dos dois presidentes de 2012 a 2019
- Editor Associado, Science Advances desde 2014
- Membro Associado da Academia Africana de Ciências desde 2014[1][2]